# شاخ‌چنگی سودان

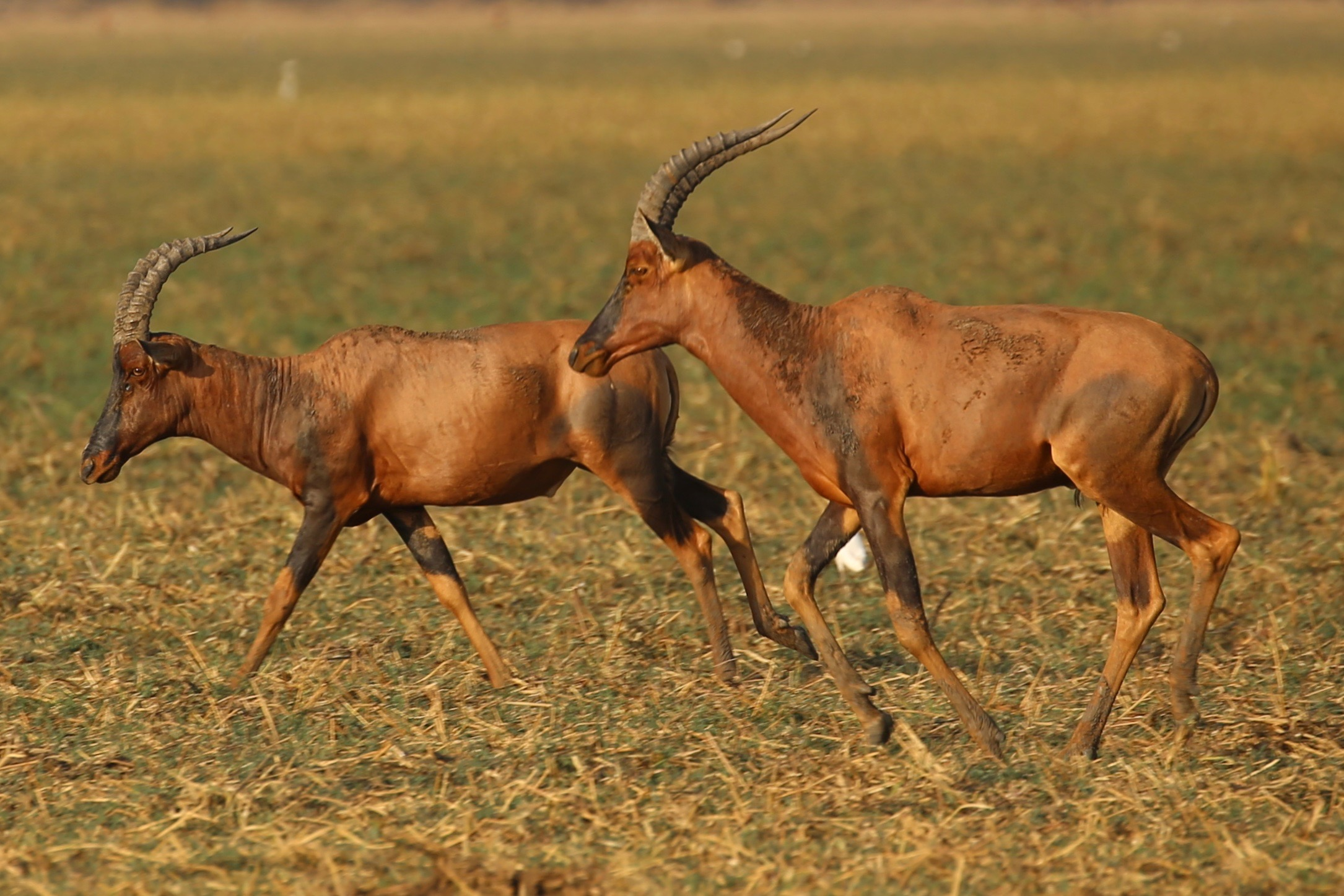
شاخ‌چنگی سودان

شاخ‌چنگی سودان یا تیانگ (نام علمی: Damaliscus lunatus tiang) نام یک زیرگونه از گونه شاخ‌چنگی است.